# 미친 사랑의 노래
《미친 사랑의 노래》는 대한민국의 드라마 《투명인간 최장수》의 Ost로, 씨야가 부른 곡이다.